# Rafael Lesmes
Rafael Lesmes Bobed (Ceuta, España, 9 de noviembre de 1926 - Valladolid, España, 8 de octubre de 2012) fue un futbolista español. Jugaba de defensa. Era hermano de Francisco Lesmes.

## Trayectoria
- África Ceutí
- 1940-44 Ibarrola de Ceuta
- 1944-45 Betis de Hadú
- 1945-49 Atlético Tetuán
- 1949-52 Real Valladolid Deportivo
- 1952-60 Real Madrid Club de Fútbol
- 1960-62 Real Valladolid Deportivo

## Palmarés
- 4 ligas españolas con el Real Madrid: 1954, 1955, 1957 y 1958.
- 5 Copas de Europa con el Real Madrid: 1956, 1957, 1958, 1959 y 1960.

## Internacionalidades
- 2 veces internacional con la Selección española de fútbol. España (1-2) Francia-(1955) y España (6-2) Irlanda del Norte-(1958)
- Debutó con la selección española en Madrid, en el Santiago Bernabéu, contra Francia, el 17 de marzo de 1955 con un equipo formado por Ramallets; Segarra, Marquitos, Lesmes II; Muñoz, Andrés Bosch; Basora, Molowny (Arteche, min. 40), Arieta, Rial y Gainza